# Antrophyum immersum
Antrophyum immersum là một loài dương xỉ trong họ Pteridaceae. Loài này được Willd. mô tả khoa học đầu tiên năm 1810.